# Esthlogena brunnescens
Esthlogena brunnescens là một loài bọ cánh cứng trong họ Cerambycidae.